# Mistrzostwa Polski Strongman 2008
Mistrzostwa Polski Strongman 2008 – doroczne, indywidualne zawody polskich siłaczy.

## Kwalifikacje
Data: 16 sierpnia 2008 r.

Miejsce: Częstochowa  Polska
Wyniki kwalifikacji:
| Miejsce | Zawodnik              | Punkty |
| ------- | --------------------- | ------ |
| 1.      | Tomasz Nowotniak      | 54     |
| 2.      | Mariusz Pudzianowski  | 52     |
| 3.      | Krzysztof Radzikowski | 50     |
| 3.      | Grzegorz Szymański    | 50     |
| 5.      | Rafał Kobylarz        | 48     |
| 6.      | Sławomir Toczek       | 47     |
| 7.      | Krzysztof Schabowski  | 42     |
| 8.      | Mateusz Baron         | 39,5   |
| 9.      | Tomasz Żocholl        | 30,5   |
| 10.     | Witold Wolnowski      | 26,5   |
| 11.     | Janusz Kułaga         | 26     |
| 12.     | Wojciech Jastrząb     | 24     |
| 13.     | Konrad Fijał          | 22     |
| 14.     | Bartłomiej Bąk        | 21,5   |

Do finału kwalifikuje się ośmiu najlepszych zawodników.

## Finał
Data: 16 sierpnia 2008 r.

Miejsce: Częstochowa  Polska
Wyniki zawodów:
| Miejsce | Zawodnik              | Punkty |
| ------- | --------------------- | ------ |
| 1.      | Mariusz Pudzianowski  | 43     |
| 2.      | Sławomir Toczek       | 37     |
| 3.      | Krzysztof Radzikowski | 35     |
| 4.      | Tomasz Nowotniak      | 30     |
| 5.      | Grzegorz Szymański    | 26     |
| 6.      | Mateusz Baron         | 18     |
| 7.      | Krzysztof Schabowski  | 14     |
| 8.      | Rafał Kobylarz        | 13     |